# 1090. grenadirski polk (Wehrmacht)
1090. grenadirski polk (izvirno nemško 1090. Grenadier-Regiment; kratica 1090. GR) je bil pehotni polk Heera v času druge svetovne vojne.

## Zgodovina
Polk je bil ustanovljen 7. julija 1944 kot sestavni del 546. grenadirske divizije; 19. julija istega leta je bil preimenovan v 135. grenadirski polk.